# 甄嬛传角色列表
电视剧《甄嬛传》曾出现多个角色，其中甄嬛、皇帝、皇后、果亲王允礼、太后、华妃、苏培盛、安陵容、沈眉庄、温实初、浣碧、崔槿汐和流朱是本剧的主要角色。

## 核心角色

### 主角
| 演員 ／配音                       | 角色                  | 介紹 | 備註／史實 | 電視劇結局 |
| 孫 儷 ／季冠霖（中） 鄭家蕙（粵） | 甄 嬛 （鈕祜祿·甄嬛） | 居住宮殿：甄府→碎玉軒→甘露寺→凌雲峰外禪房→永壽宮→壽康宮、碧桐書院（圓明園居處） 主要身份：莞常在→莞貴人→莞嬪→莫愁（出家法號）→熹妃→熹貴妃→聖母皇太后 漢軍正藍旗出身（第2集），大理寺少卿甄遠道嫡女，生於4月17日，容貌性情都與已故的純元皇后相似，於選秀時受雍正青睞。 與沈眉莊為至情姊妹，彼此相互扶持，並與淳常在、敬妃、端妃、欣嬪、寧嬪交好。曾與選秀相識的安陵容情同姊妹，卻因諸多原因導致二人反目。 本由皇后安排住進離養心殿較近的承乾宮，華妃得知後因妒忌，便將住處換成偏遠的碎玉軒。 因剛入宮就先後遭遇夏冬春被華妃發落一丈紅、水井中驚見宮女福子屍體、碎玉軒海棠花下發現麝香等事件而深感恐懼，為避禍而要求溫實初用藥助自己裝病避寵（第4集）。後與雍正在御花園相遇，破例在未侍寢前晉位貴人（第7集）。與眉莊、陵容聯手設計麗嬪，令小允子扮鬼將其嚇瘋並被太后下旨打入冷宮，並間接使華妃被褫奪協理六宮之權（第11集）。初次有孕時晉位莞嬪（第26集）。小產失寵時被富察貴人在長街羞辱欺凌（第33集），復寵後報復富察貴人，以戚夫人人彘的故事將其嚇瘋使其被雍正下旨囚禁在宮中，同時震懾齊妃及曹貴人，並藉機收買曹貴人使其倒戈背叛華妃（第35集）。 初期深愛皇帝，並期望能與皇帝舉案齊眉，卻在首度晉封妃位時遭皇后陷害，誤穿純元皇后舊服（第43集），觸怒雍正，被冷落於碎玉軒待產，加上甄氏一族受鄂敏陷害，甄嬛苦求雍正重審此案卻遭無情斥責，又得知自己僅被雍正當成純元皇后之替代品，深受打擊、心灰意冷，產下朧月公主後，至甘露寺帶髮出家修行（第46集）。 在甘露寺期間受盡欺凌，又遭靜白誣陷患上肺癆及偷取燕窩，便將其趕出甘露寺，遣住進凌雲峰禪房（第48集）。途中因果郡王允禮捨身相救漸被打動，兩人情投意合、私訂終身（第49集）。 後因誤信果郡王已死，又從藉機來探視的眉莊口中得知父親病重，為救甄氏一門並保全腹中果郡王的孩子，遂處心設計與雍正相遇以求回宮（第53集）。後由雍正安排，假以四阿哥生母之身分回宮，先改封為熹妃，並賜大姓「钮祜禄氏」、抬旗升為滿軍鑲黃旗，又因其年齡與四阿哥僅差七歲，故雍正為其添加十歲增為32歲。後與眉莊一同設計陵容，安插欽天監副使季惟生暗指陵容為不祥之人，使其失寵（第58集）。 劇中共懷孕4次： 1. 第一次因在華贵妃宮中請安遲到，華貴妃責罰其跪在翊坤宮外朗頌女誡，時值日正當中，其久跪不適導致中暑，加上華貴妃宮中的歡宜香與安陵容送的舒痕膠損及母體，終致滑胎小產（第29集）。初期以為是華妃害自己小產，故而深恨華妃並一度失意於雍正而短暫失寵，後藉助果郡王及眉莊的幫助復寵（第34集）。 2. 第二次因向皇上請旨由皇后照顧胎兒令其不敢妄動，順利產下朧月公主，卻也因對雍正死心，產後三日便決意帶髮出宮修行（第46集）。 3. 第三次利用與果郡王所懷的龍鳳胎回宮（第56集），順利生產，更鞏固宮中地位，晉為貴妃（第60集）並獲權協理六宮。 4. 第四次因母體尚未康健完全，經溫實初診斷得知胎兒只能保留五個月，遂將計就計佈局指稱與皇后爭執、遭推倒而滑胎，實為本身體質胎弱、喝下滑胎藥與自行撞擊腹部之故，並藉此成功扳倒皇后（第71集）。 為朧月公主、六阿哥弘曕、靈犀公主之生母，後期為四阿哥弘曆名義上之生母（實為養母）、靜和公主之養母。 - 前期封号為「莞」，表面上是因為雍正認為甄嬛的莞爾一笑甚美，實際上則是將其視為純元皇后「菀菀」之替身；後期封号為「熹」，「熹」字有明亮之意，雍正賜此徽號以示甄嬛在回宮後將是個全新的寵妃。 | 歷史上，熹妃為鈕祜祿氏，父親為四品典儀凌柱，母親為彭氏。熹妃並非選秀入宮，是在康熙年間即以格格身份入潛邸侍奉雍親王，於康熙五十年(1712年)生下乾隆皇帝，並於雍正即位時冊為熹妃，選秀封為莞常在與離宮修行均為小說情節。熹妃鈕祜祿氏為乾隆帝生母，並無育有皇女，而皇六子弘曕實為謙妃劉氏所生。歷史上熹妃亦沒有妹妹嫁給果親王與慎郡王。 | 平安       |
| 蔡少芬 ／張艾（中） 王慧珠（粵）  | 烏拉那拉·宜修         | 居住宮殿：景仁宮、桃花塢（圓明園居處） 主要身份：雍亲王侧福晋→雍亲王继福晋→皇后→景仁宮娘娘 雍正之皇后，深愛皇帝。擅寫書法，精通醫術及藥理。於王府時期生下大阿哥弘暉，大阿哥未滿三歲即因風疾夭折。 純元皇后的异母庶妹、太后外甥女、乾隆帝嫻妃的姑母，因膝下無子，故設計齊妃自盡，如願成為三阿哥弘時養母。 表面端淑賢惠、母儀天下，內心陰險毒辣，城府極深。極看重正宮地位，私下控制並仇視任何懷有龍種的嬪妃，一心想成為獨一無二的皇太后。 多番設計挑撥甄嬛、眉莊、陵容、淳兒之間的關係，最終致使安陵容反目並投靠自己。 後在甄嬛佈局下，被嫁禍令一個實際上本就保不住的孩子流產，又因甄嬛的女兒朧月公主作偽證，百口莫辯下被雍正禁足（第71集）。 剪秋下毒事件後因江福海被刑求招供，致使當年毒害純元皇后母子之事為雍正得知，但雍正礙於太后遺詔不得廢后，只得下旨終身禁足景仁宮且「死生不復相見」（第72集）。 新帝繼位當日，已成為皇太后的甄嬛前去探視，並告知將謹遵先帝世宗及孝恭太后遺詔，宜修至死皆為「皇后」、不得尊封，死後也只能葬入妃陵，且史書中不記載關於她的隻字片語。當晚心悸暴斃，死不瞑目（第76集）。 | 歷史上雍正帝元配皇后於雍正九年(1731年)逝世，並沒有妹妹入宮為嬪妃的記錄。劇中安排將宜修在世時所有紀錄置於其姊純元皇后名下，並以她被下旨終身囚禁之日為其崩逝之日。 歷史上皇后嫡子弘暉逝於康熙四十三年，得年八歲。 有观点认为乾隆皇帝之繼皇后為輝發那拉氏，與烏拉那拉氏並無血緣關係。                                                 | 暴斃       |
| 陈建斌 ／原音（中） 黄志明（粵）  | 愛新覺羅·胤禛         | 居住宮殿：养心殿、勤政殿（圓明園居處） 主要身份：雍親王→雍正帝→世宗憲皇帝 清朝第五代皇帝，因原為第四位皇子，又被甄嬛和純元皇后稱作四郎。寡恩薄情，敏感多疑，心狠手辣，城府極深。 深愛純元皇后。最初只將甄嬛當作純元皇后替身以此慰藉，故賜號「莞」，與純元皇后小名「菀菀」同音。甄嬛離宮後方才醒悟自己實為真心深愛甄嬛。 晚年聽信道士之言，陸續服用許多摻有硫黃與水銀的丹藥，又被葉瀾依以朱砂與迷情香催化毒性、日益虛弱，因甄嬛说出孙答应私通牽動心中陰影大怒而加重病情。最後在葉瀾依餵其服下偽裝成丹藥的毒藥後又從甄嬛口中得知靜和公主的身世真相，終在急火攻心下氣死，死不瞑目（第76集）。 大阿哥弘暉、二阿哥、三阿哥弘時、四阿哥弘曆、五阿哥弘晝、朧月、温宜公主生父。 | | 病故       |

#### 主要配角
| 演員 ／配音                       | 角色                  | 介紹 | 備註／史實 | 電視劇結局 |
| 蔣 欣 ／原音（中） 黃鳳兒（粵）   | 年世蘭                | 居住宮殿：翊坤宮→冷宮、清涼殿（圓明園居處） 主要身份：雍亲王侧福晋→華妃→華貴妃→年妃→華妃→年答應→敦肅貴妃（追封）→敦肅皇貴妃（追封） 年羹堯之妹，曾為皇后之下第一人，風光一時。為宮中資歷較深的嬪妃，握有協理六宮之權，愛好奢華。聖寵隆重，與皇后分庭抗禮。深愛皇帝，仇視任何得寵的嬪妃。 與皇后、甄嬛為敵，數次陷害眉莊，長期使用雍正所賜的香料「歡宜香」而不孕。王府時期曾一度有孕，後喝下端妃所進之安胎藥（实為雍正、太后借刀杀人）滑胎，因而痛恨端妃，對端妃羞辱報復不止。 曾命周寧海推眉莊入千鯉池欲害其性命未果（第9集），並命余氏在甄嬛的藥裡下慢性毒藥（第10集）。後陷害眉莊假孕（第15集），並在溫宜公主的馬蹄羹裡加木薯粉使其身子孱弱並嫁禍給甄嬛，後因端妃幫甄嬛作偽證解圍而未果（第17集）。後將沾有時疫的茶杯命周寧海給被禁足的眉莊使用，使其染上時疫（第23集）。雍正得知後本欲褫奪封號降為嬪位，但其指使江太醫偷取溫太醫治療時疫藥方使宮中疫情稍有遏制而將功贖罪，得以不受懲罰，更恢復協理六宮之權（第24集）。 因無意間被淳常在發現其收取賄賂，命周寧海推淳常在入荷花池將其滅口（第27集）。 因年羹堯父子平定青海有功，晉封貴妃（第28集）。不久因間接导致甄嬛小產，而被褫奪封號，降為妃（第30集）。 後雍正為令年氏一族放鬆警戒，在甄嬛建議下恢復華妃封號（第36集）。 年羹堯失勢後，被曹琴默告發多項惡行，再次被褫奪封號，貶為答應（第40集）。 為報復甄嬛，指派肅喜縱火焚燒碎玉軒，事發後被打入冷宮賜死。原不願就死，卻被甄嬛告知其多年不孕的真相而徹底絕望，撞牆而死（第42集）。死後以貴妃之禮下葬，諡號敦肅。 於大封六宮時追封為皇貴妃（第67集）。 | 歷史上年氏生三子一女皆早夭，且於雍正皇帝即位後便被封為年貴妃，雍正三年（1725年）因病重而晉為皇貴妃，但未及冊封便薨逝。 年氏一生並無封號，僅以姓氏「年」為號。惟嘉慶皇帝曾有一位華妃侯佳氏。                      | 自盡       |
| 斕 曦 ／原音（中） 谭淑娴（粵）   | 沈眉莊                | 居住宮殿：咸福宮常熙堂→咸福宮存菊堂→碎玉軒、閒月閣（圓明園居處） 主要身份：沈貴人→惠貴人→沈答應→惠貴人→惠嬪→惠妃→惠貴妃（追封） 漢軍鑲黃旗出身（第2集），濟州協領沈自山嫡女，與甄嬛情同姊妹，自小一起長大，同時選秀入宮。聰明機智，但不屑與人爭鬥。性格孤傲倔強，寧折不曲，講義氣重感情。靜和公主生母。與端妃、敬妃交好。 擅長製作點心「藕粉桂花糖糕」。因喜愛菊花，獲雍正把其所居住的常熙堂改名為存菊堂（第4集）。性格端莊穩重，為新進妃嬪中第一位侍寢的小主。初入宮時被雍正及太后看重並讓其學習協理六宮，卻因而被皇后和華妃忌憚。 曾被華妃命周寧海推入千鯉池欲害其性命未果（第9集）。與甄嬛、陵容聯手設計麗嬪，令小允子扮鬼將其嚇瘋並被太后下旨打入冷宮，更間接使華妃被褫奪協理六宮之權（第11集）。後被華妃陷害假孕，雍正誤信後降為答應，褫奪封號，幽禁於閒月閣並疏遠（第15集），並被華妃陷害染上時疫（第23集），禁足時受盡華妃百般凌辱、折磨，對華妃恨之入骨。之後因抓到劉畚說出實情後復位（第23集）。因得知甄嬛建議雍正讓華妃復位感到不能諒解而與其疏遠，但在得知甄嬛獲罪被發配蓬萊洲時仍派人給她送去了秋衣用度（第39集），並在甄嬛回宮後與其誤會冰釋和好如初。 後為了徹底了斷華妃，在碎玉軒火災事件中刻意燒傷自己使華妃被皇上打入冷宮賜死（第42集）。假孕事件後看清雍正的涼薄，自此心灰意冷不願再承寵，轉而全心孝敬太后，並在甄嬛離宮修行後自請搬進碎玉軒避寵（第47集）。 因其端莊嫻雅，賢淑得體，溫厚大方，頗得太后喜愛，由太后下旨晉為惠嬪，是雍正諸妃中唯一獲太后晉位者（第49集）。與溫實初一同謀畫，給溫宜公主下藥令其發燒，並買通寶華殿法師以已故妃嬪亡靈作祟、需將猝死妃嬪之靈柩送至甘露寺為由，藉機至凌雲峰探望甄嬛，並將甄遠道病重之事告知甄嬛（第51集）。曾受差點被毒害的弘曆求救，深夜帶弘曆前往壽康宮請求太后庇護（第54集）。甄嬛回宮後施計使欽天監正使抱恙，並與甄嬛一同設計陵容，安插欽天監副使季惟生暗指陵容為不祥之人，使其失寵（第58集）。 暗中鍾情於溫實初，後在一次酒醉後與其有染（第58集）並懷孕，便假借弄丟手鐲偶遇皇上復寵（第59集）。然而將臨盆時卻因安陵容陷害，故意遣人告知甄嬛與溫實初捲入私通爭端一事，而其趕到時又得知溫實初自宮而大受驚嚇，胎氣大動而難產，過程中由雍正急晉為惠妃，但最終產下靜和公主後血崩而逝，臨終前將公主託孤於甄嬛（第64集）。 大封六宮時追封為貴妃（第67集）。 - 封号為「惠」，雍正認為沈眉莊溫柔平順賢淑，以「惠」字讚沈眉莊高雅氣質。 | 歷史上雍正皇帝沒有惠妃或沈姓嬪妃的記錄，但歷史上康熙帝有一位惠妃烏拉那拉氏。 沈眉莊與甄嬛關係要好的情節實際上反映了歷史上純愨皇貴妃耿氏與皇太后鈕祜祿氏情同姐妹的關係。                                          | 難產而亡   |
| 陶昕然 ／林蘭（中） 詹健兒（粵）  | 安陵容                | 居住宮殿：延禧宮樂道堂→延禧宮正殿、繁英閣（圆明园居處）→閒月閣（圆明园居處） 主要身份：安答應→安常在→安貴人→安嬪→鸝妃 和甄嬛、沈眉莊選秀相識，一同入宮。其父安比槐任官前曾為香料商人，生母林秀曾為蘇州繡娘，故擅長製香與刺繡。父親安比槐官職不高僅為正八品松陽縣丞，故常遭欺凌輕視。表面溫順可人，但心思細密、敏感多疑、思想負面，後性情逐漸轉變為陰險毒辣、忘恩負義，心機頗深。 原與甄嬛和沈眉莊情同姊妹，前期因與二人交好而多番受到華妃的羞辱故而深恨華妃，並扎小人詛咒華妃，但不慎被皇后發現，而被皇后抓住把柄，（第21集）最後終在皇后多番挑撥及設計下，為自身利益背叛甄嬛並投靠皇后，心理亦逐漸扭曲，多次設計陷害甄嬛和眉莊。雖然投靠皇后，但實則痛恨皇后不讓她生育。 歌聲動人，但患有喉疾，於皇后照料及訓練之下，以歌聲打動雍正，陸續晉封為常在（第16集）以至貴人（第31集）。 於甄嬛將晉封為莞妃時晉為安嬪，為延禧宮主位（第43集）。 後被甄嬛與眉莊設計，被欽天監季惟生暗指為不祥之人（第58集），又因祺貴人和皇后先後陷害，致使聲音沙啞不能恢復而失寵（第61集）。遂改以息肌丸維持體態，苦練冰嬉，並於除夕獻技博取雍正注意、重又復寵。 後因父親貪污事發被囚，於養心殿外脫簪待罪兩天兩夜欲求皇上寬恕父親不成，為救父親使用皇后的催孕藥方強行懷孕，在皇后請求下晉為妃位。但因甄嬛介入使其封號被定為意帶嘲諷的鸝妃，又慫恿皇帝大封六宮，反令晉封一事使其備感受辱（第67集）。 因其長期在皇后緊盯下服用避孕湯藥，又使用內含大量麝香的息肌丸，身體早已不適合生育，孩子無法撐到足月生產。原與皇后共謀欲將流產之事嫁禍給甄嬛，卻被甄嬛識破並反施計讓其與雍正同房時流產（第68集）。隨後又遭皇貴妃揭發長年使用迷情香魅惑皇帝，並牽扯出曾以舒痕膠陷害甄嬛流產及遣宮女通風報信間接害眉莊難產而死，被震怒的雍正下旨終身禁足延禧宮，不許人伺候並每日被人掌摑。 後請求與甄嬛相見，道出多年恩怨後，服食大量苦杏仁（含氫氰酸）自盡。臨終前向甄嬛說出「皇后殺了皇后」以暗示純元皇后的死因（第68集）。 - 封号為「鸝」，甄嬛建議雍正以此封號讚賞安陵容能歌善舞、性情和順，實為諷刺不外乎是皇帝豢養的一隻黃鸝，蘇培盛還要屬下快快送來五十隻黃鸝鳥(吾是隻黃鸝鳥)到延禧宮，暗諷安陵容。 | 歷史上雍正皇帝的安貴人生平不詳，於雍正七年(1729年)四月入宮、封為安貴人，於乾隆十四年(1749年)去世，一生不曾晉封妃位甚至嬪位，鸝妃封號實為小說情節。歷史上康熙皇帝與嘉慶皇帝亦各自有一位安嬪，李氏與蘇完瓜爾佳氏。 | 自盡       |
| 李东学 ／趙嶺（中） 羅偉傑（粵）  | 愛新覺羅·允禮         | 居住宮殿：凝暉堂→清涼台→果郡王府→果親王府 主要身份：果郡王→果親王 舒太妃之子，康熙帝第十七子。為避免皇帝猜疑，素日風花雪月、不問政事，維持著閒散王爺的形象。 因甄嬛被華貴妃罰跪，浣碧求助太后無果，便求助果郡王前來營救甄嬛（第29集），之後陸續受浣碧所託，親自去昌平行宮捉來蝴蝶助甄嬛復寵（第33集）。 受浣碧求救搭救在前往凌雲峰路上病倒的甄嬛，接回清涼台療養，並僅著中衣臥於雪中為高燒不退的甄嬛降溫（第48集）。後又於深夜助甄嬛趕走侵入凌雲峰禪房的野貓，終逐漸誠心感動甄嬛，兩人互許終身（第49集）。但在奉旨前往滇藏打探情報時因船被動手腳遭遇船難而傳回死訊，待歷經磨難趕回京中時甄嬛回宮已成定局，只得含淚以冊封使身分親迎甄嬛回宮冊封熹妃（第55集）。後無奈與浣碧（玉隱）及孟靜嫻成婚（第65集）。 為替甄嬛一家平反，暗中收集瓜爾佳氏一族的罪證。 與甄嬛有染之事在準噶爾摩格可汗來訪時，在御花園對甄嬛的威脅性密探中被血滴子統領夏刈聽聞（第72集）並向雍正通風報信，雍正故而二度刻意試探允禮：先是故意讓其在門外聽見要送甄嬛去準噶爾和親，而允禮不待傳召硬闖入殿內制止；隨後又假意送甄嬛和親，送出其實只載了張治療時疫藥方的和親車隊，而允禮也馬上領兵追出關外，從而坐實了覬覦皇妃的罪名。雍正因而震怒，假以「忠君愛國」之名封為果親王、發配邊疆（第73集）。三年間因戍守期間行止被雍正認為在邀買人心，又每每在寄給玉隱的家書中問候甄嬛，終致雍正召其回京逼迫甄嬛以毒酒設宴將其毒殺。甄嬛本欲自飲毒酒保全其性命，但允禮深知皇帝殺意堅決，遂偷換酒杯自己飲下毒酒、慨然赴死（第74集）。 為六阿哥弘曕、靈犀公主、元澈生父。 | 史實上，康熙帝十七子允禮於雍正六年晉封為果親王，並於乾隆三年（1738年）二月初二去世，諡號毅，由於果親王兩個兒子皆早夭，所以乾隆皇帝將皇六子弘曕過繼給果親王。                                                     | 賜死       |
| 張曉龍 ／張傑（中）               | 溫實初                | 居住宮殿：太醫院 主要身份：太醫 多年來一直深愛著甄嬛，在甄嬛入宮前曾向其求親卻被婉拒（第1集）。甄嬛入宮後仍遵守諾言繼續幫助甄嬛，如用藥幫她裝病避寵、在她得寵時為她炮製神仙玉女粉；並發現甄嬛的補藥中被人下毒及舒痕膠中含有麝香。 甄嬛離宮修行期間仍定期前往甘露寺探視。在果郡王死訊傳來後診出甄嬛已有身孕，許諾自己願意照顧她們母子一生一世（第54集）；在甄嬛決定回宮後雖難以接受其決定，仍繼續為其隱瞞真相。 後期與沈眉莊日久生情，並與其在一次酒醉後相好（第58集），珠胎暗結懷上一女（小說為皇四子）。 被祺貴人誣陷與甄嬛有染，後為證明二人清白、欲保護甄嬛與眉莊並使皇上及眾人不再疑心而自宮。眉莊逝世後傷心欲絕，以失職之罪自請為其守梓宮三年（第64集）。 於甄嬛再次懷孕時被甄嬛請回保胎，卻診出其腹中孩子無法保住，在甄嬛要求下為其配製滑胎藥藉此將小產之事嫁禍給皇后（第70集）。 | | 退休       |
| 劉雪華 ／廖菁（中） 谭淑英（粵）  | 烏雅·成璧             | 居住宮殿：壽康宮 主要身份：仁寿皇太后→孝恭仁皇后 烏雅氏，烏拉娜拉之遠親。宜修與純元皇后之姑母 雍正諸妃中最看重及疼愛眉莊，唯獨下旨晉封其位分（第49集）。 深知宜修陰險毒辣，但為保烏雅氏及烏拉那拉氏家族榮耀，屢屢容忍其惡行；後因弘曆被毒害未遂一事訓斥宜修反被其言語頂撞，深感宮中再無人能與皇后抗衡，遂轉而支持雍正將甄嬛迎回宮中（第54集）。 和隆科多關係曖昧。两人原是恋人，卻被隆科多设计进宫以帮助其姐孝懿仁皇后争宠。後在雍正授意下不得不亲手毒死隆科多（第49集）。 病危時迷惘自己為家族強保宜修后位是否錯誤，但仍立下遺詔不得廢宜修皇后之位（第66集）。彌留之際想見十四子允禵最後一面卻不能如願，與雍正爭執中逝世（第67集）。 | 歷史上孝恭仁皇后早於雍正元年（1723年）五月二十二日去世。 | 病故       |
| 李天柱 ／严燕生（中）             | 蘇培盛                | 居住宮殿：養心殿、勤政殿（圓明園居處） 主要身份：御前首領太監 為人圓滑溫和、面面俱到。自小與雍正一同長大，對其言行喜惡瞭若指掌。 一直對槿汐都有著男女情感。後期因與槿汐結為私自對食關係，開始暗助甄嬛。東窗事發後曾一度進慎刑司受刑，後被雍正寬恕僅罰一年月例小懲大戒（第59集）。甄嬛誕下雙生子後，獲雍正賜婚槿汐（第60集）。 為了報復瓜爾佳·文鳶，私下令侍衛將其痛打致死並拉去亂葬崗掩埋（第66集）。 得知安陵容的封號是甄嬛在諷刺她，便故意令小廈子準備五十隻黃鸝鳥送給安氏以做羞辱（第67集）。 將夏刈偷取允禮家書呈給雍正與雍正對六阿哥身世起疑之事暗中通報甄嬛（第74集）。 | | 平安       |
| 藍盈瑩 ／陳倩（中） 謝穎茵（粵）  | 浣 碧 （钮祜禄·玉隱） | 居住宮殿：甄府→碎玉軒→甘露寺（隨甄嬛出家）→凌雲峰外禪房（隨甄嬛出家）→永壽宮→果郡王府常青閣、碧桐書院（圓明園居處） 主要身份：甄嬛陪嫁侍女→果郡王侧福晋→果亲王侧福晋→果親王福晋（追封） 甄嬛義妹、玉嬈義姐（實與甄嬛、玉嬈為同父異母之姐妹）。與流朱同為甄嬛的貼身侍婢，陪嫁入宮，早期謹慎妥貼，但後期轉為自私算計，多次藉故打探並接近果郡王，屢勸不聽。 與甄嬛有幾分神似，平日裝扮較一般奴婢更好，儼然是半個小主，不滿安陵容和葉瀾依，並間接使安陵容對甄嬛不滿。因遭曹琴默發現在宮中燒紙錢而被抓住把柄（第11集），多番將甄嬛往事與行蹤情報洩露陷害甄嬛，又欲搏取雍正注意，但弄巧成拙。陷害甄嬛事發後懺悔，為求親生母親列入甄氏族譜而繼續跟隨甄嬛（第19集），並於甄嬛出家期間一路隨侍（第46集）。因皇上節省選秀開銷，戲言要冊封甄嬛宮內宮女為嬪妃時提出要封其為禧常在而慌忙拒絕（第65集）。 在宴會上設計撞掉果郡王內藏甄嬛剪紙小像的荷包，使皇帝生疑，旋即假稱該剪紙小像為自己，而得皇帝賜婚，並由甄嬛收為義妹，以鈕祜祿家二小姐的身分嫁入果郡王府為側福晉，改名為鈕祜祿·玉隱並主持果郡王府家務（第65集），與同為側福晉的孟靜嫻私下較勁，但在孟靜嫻身體漸好乃至懷孕後地位漸失。 允禮死後，於出殯當日撞棺殉夫，被雍正追封為福晉並一同送出關外與允禮同葬（第74集）。 | 歷史上，果親王福晋鈕祜祿氏為阿靈阿之女，孝昭仁皇后及溫僖貴妃的姪女，並非熹妃鈕祜祿氏的妹妹，亦非丫鬟出身，且在嫁給果親王時便為嫡福晉。                                                                           | 自盡       |
| 孫 茜 ／馬海燕（中） 譚淑英（粵） | 崔槿汐                | 居住宮殿：碎玉軒→甘露寺→凌雲峰外禪房→永壽宮→壽康宮、碧桐書院（圓明園居處） 主要身份：甄嬛掌事宮女 宮中資歷較為深厚之宮女，從前侍奉過太妃及純元皇后。 以前曾受過純元皇后幫忙，故而一開始對容貌有幾分相似的甄嬛頗為照顧，但後來亦被甄嬛的性情折服而全心全意效忠甄嬛。 在甄嬛離宮修行時亦毅然相隨。後為了讓甄嬛順利回宮，與蘇培盛結為私自對食關係，原是蘇培盛的一廂情願，但後來眼見蘇培盛在慎刑司受盡拷打也不供出自己，終被真心感動。 對食之事因敬妃稟報而東窗事發，曾一度進慎刑司受刑，後被雍正寬恕僅罰一年月例小懲大戒（第59集）。甄嬛誕下雙生子後，獲雍正賜婚予蘇培盛（第60集）。 於甄嬛成為太后後仍繼續貼身侍奉。 | | 平安       |
| 戰菁一 ／原音（中）               | 流 朱                 | 居住宮殿：甄府→碎玉軒、碧桐書院（圓明園居處） 主要身份：甄嬛陪嫁侍女 與浣碧同為甄嬛的貼身侍婢，陪嫁入宮。為人機靈、活潑。 後因 甄嬛在禁足期間病倒，為出外求救捨身撞死在看守碎玉軒的侍衛刀下（第44集）。 | | 護主而亡   |

### 雍正朝的後宮妃嬪
- 清朝後宮總分為九個等級：皇后、皇貴妃、贵妃兩位、妃四位、嬪六位（主位）、贵人（以下無定數）、常在、答应、官女子。
- 雖然此劇以雍正時期為背景，且出現了很多妃嬪，但其中大部分妃嬪為虛構人物（根據小說改編的角色），歷史上雍正皇帝一部分妃嬪如純愨皇貴妃耿氏，懋嬪宋氏，謙妃劉氏等在此劇並沒有出現。

| 演員 ／配音                        | 角色           | 介紹 | 備註／史實 | 電視劇結局 |
|                                    | 纯元皇后       | 居住宮殿：雍親王府 主要身份：雍亲王嫡福晋→純元皇后（追封）→孝敬皇太后（追封） 皇后的異母嫡姐，太后外甥女，雍正畢生最愛的女子，也視為唯一的妻子。小名菀菀。僅於對白中出現過，人物未正式登場。 為人慈孝仁德，琴棋書畫無一不通，琵琶與簫技藝精湛，通曉音律，歌喉如天籟。但太后認為她個性太過柔順，不適合正位中宮。 宜修嫁入雍親王府後，以陪產為名在雍親王府暫住，第一晚與雍親王偶遇被其一見鍾情執意求娶；依先後順序本應為側福晉，但因嫡庶有別，故以長姐身份成為福晉。 遭宜修暗中怨妒，飲食內被摻入芭蕉、桃仁，因而生產二阿哥時難產，最後母子雙歿，臨終囑咐雍親王好好照顧妹妹宜修。 雍正登基時追封為純元皇后，乾隆登基時另追封為孝敬皇太后（第76集）。 | 歷史上孝敬憲皇后於雍正九年去世，「純元皇后」為小說中的封號。 歷史上雍正帝二阿哥弘昀為齊妃所生，逝於康熙四十九年，得年十歲。               | 難產而死   |
| 李宜娟 ／楊晨（中） 鄧潔麗（粵）   | 端妃           | 居住宮殿：延慶殿→慈寧宮 主要身份：雍亲王側福晉→端妃→皇貴妃→皇貴太妃 雍正諸妃中最資深者，出身將門，王府時期第一位妾侍，資歷甚至深於雍正的兩位皇后。與世無爭，避世多年，但心機城府不輸皇后。為少數見過純元皇后的在世嬪妃。受雍正及太后看重。擅長彈琵琶，技藝由純元皇后親傳。 在王府期間曾奉雍正及太后命令，將太后親自配製的安胎藥（實為墮胎藥）送與有孕的華妃服用，導致華妃滑胎；後遭華妃報復，強灌红花以致病痛纏身且終身不孕（第26集），又在華妃授意下無法得到妥善飲食與太醫診治，只能臥病宮中休養。 對華妃懷有強烈恨意。於溫宜公主周歲禮上初見甄嬛時，認為與純元皇后相像的甄嬛能幫助自己扳倒華妃（第13集）。在木薯粉下毒事件中，拖著病軀出面作偽證為甄嬛解圍（第17集）。休養期間受甄嬛探望，並得溫實初醫治（第32集），此後身體逐漸好轉。 對曹琴默女兒溫宜公主關愛有加，曾於其周歲禮上以自己的陪嫁項圈相贈（第13集），襄嬪死後，在甄嬛斡旋下得以收養溫宜公主（第42集）。在槿汐與蘇培盛因對食事件被拘時受甄嬛求助，成功說服雍正大事化小將兩人釋放（第59集）。大封六宮時因甄嬛向雍正請求，一躍晉封為皇貴妃（第67集）。安陵容小產後，出面揭發其以迷情香魅惑雍正，並指稱其遣宮女通風報信間接害眉莊難產而死（第68集）。 深愛皇帝，在皇帝駕崩後因過於傷懷而再度臥病（第76集）。新帝登基後尊為皇貴太妃，為少數存活到故事最後的妃嬪之一。 | 虛構人物，歷史上雍正皇帝沒有端妃或齊姓妃嬪的記錄，但是歷史上康熙皇帝有一位端嬪董氏。                                                      | 平安       |
| 楊鈁涵 ／原音（中） 陳安瑩（粵）   | 敬嬪           | 居住宮殿：咸福宮→慈寧宮 主要身份：雍亲王庶福晉（格格）→敬嬪→敬妃→敬貴妃→敬貴太妃 馮氏。人前笨嘴拙舌，實則內斂智慧，隱藏鋒芒。為宮中資歷較深的嬪妃，王府時期華妃房中的格格，受盡年氏的羞辱與折磨。與世無爭，深受雍正及太后看重，但心中深知自己只被雍正及太后當成牽制華妃的棋子。 本質內斂沉穩、敦厚端慧亦不失機敏智慧，為人恭敬安定，耐得住氣性。沈眉莊初被幽禁之時，因其細心而解救眉莊免被毒害（第15集）。後因侍奉多年，在甄嬛晉升嬪位的同日晉為妃位（第24集），表面上雖有協理六宮之權，但因皇后刻意打壓並無實質影響力。 因在王府時與華妃同住，受歡宜香影響而無法生育。甄嬛決意離宮時受甄嬛所託扶養朧月公主，將其視為己出百般愛護（第46集）。甄嬛回宮後，因想留朧月公主在身邊而允諾皇后陷害甄嬛一次，將槿汐與蘇培盛對食之事通報皇后（第59集）。甄嬛產下雙生子後對其動之以情、曉之以理，並答允將朧月公主託付給其養育直至出嫁，自此對甄嬛更加死心蹋地（第61集），時常教育朧月要對甄嬛加以敬重及維護。 大封六宮時晉封為敬貴妃（第67集）。 曾為了打壓皇后，將弘時寫情書給瑛貴人之事向雍正告發（第70集），卻不料皇帝為了保住皇家顏面而賜死瑛貴人，並無心間接導致甄嬛、允禮及玉隱（浣碧）受牽連被懷疑籌謀篡位。 新帝登基後尊為貴太妃，為少數存活到故事最後的妃嬪之一。                                                                 | 虛構人物，雍正皇帝並沒有敬妃或是馮姓妃嬪的記錄，但歷史上康熙皇帝有一位敬嬪章佳氏。                                                        | 平安       |
| 張雅萌 ／原音（中）                | 齊妃           | 居住宮殿：长春宫 主要身份：雍亲王庶福晉（格格）→雍亲王侧福晋→齊妃 李氏。父親李知府因受賄被先帝流放，受牽連故而失寵。三阿哥弘時生母。 宮中資歷較深的嬪妃，服侍雍正已逾廿年。人老珠黃、短視近利，愛子如命，可以為了兒子做任何事。耳根子軟，容易受他人挑撥，嬪妃中較庸懦之人。深愛皇帝。與富察貴人交好，依附皇后。 曾在皇后挑撥及安陵容暗示下以夾竹桃花粉摻入栗子糕中，意欲謀害甄嬛腹中胎兒，事發後被皇后抓住把柄，並藉機奪去了三阿哥的監護權（第29集）。 曾在甄嬛失子失寵時受富察貴人慫恿，命翠果掌摑甄嬛，讓甄嬛罰跪在長街思過（第33集）。後在富察貴人被甄嬛以人彘的故事嚇瘋後，主動至碎玉軒欲向甄嬛示弱服軟卻被拒之門外（第35集）。 在皇后暗示之下出手毒害葉瀾依，使其無法生育，但因手段過於明顯拙劣，事發後遭到皇后切割並威脅，為保全其子而上吊自盡（第52集）。 由於畏罪自殺，原本依例不能追封，因甄嬛向雍正建言，看在其子三阿哥之顏面加以追封（第67集）。 | 歷史上齊妃李氏生有三子一女（其中二子早夭），於乾隆二年（1736年）病逝，死後亦無獲追封。                                                    | 自盡       |
| 陳思斯 ／原音（中） 陳雪瑩（粵）   | 曹琴默         | 居住宮殿：景陽宮 主要身份：雍亲王庶福晉（格格）→曹貴人→襄嬪 生性聰明狡猾，陰險狡詐，心機頗深。溫宜公主生母。原與華妃交好，為華妃對付其他妃嬪的軍師。 華妃失寵時將溫宜公主作為籌碼，使曹貴人有苦難言、暗恨華妃，並心生叛意。後周旋於華妃與甄嬛之間，兩方都害怕得罪。 年羹堯垮台後，出面揭發華妃多樣惡行，晉封襄嬪（第40集）。後在甄嬛設計暗示下，擔心年氏報復而不斷進言處死年氏，太后思其背叛舊主又心狠手辣，不宜留之，故被太后與皇帝在湯藥裡下慢性毒藥毒殺（第42集）。 - 封号為「襄」，因雍正對年家的懲戒，曹琴默在後宮揭發年世蘭多年罪行有功，雍正以「襄」字表示曹琴默幫助此事甚多之意。 | 虛構人物，雍正皇帝並沒有襄嬪或曹姓妃嬪的記錄，但是歷史上康熙皇帝有一位襄嬪高在儀。 清朝時景陽宮作為御書房使用，並不安排后妃居住。         | 被殺       |
| 唐艺昕 ／閻萌萌（中） 罗婉枫（粵） | 瓜爾佳·文鴛    | 居住宮殿：儲秀宮猗蘭館→碎玉軒東配殿→儲秀宮猗蘭館→交蘆館→冷宮 主要身份：祺貴人→祺嬪→祺貴人→庶人 瓜爾佳·鄂敏之女，滿軍鑲黃旗出身。依附於皇后，與甄嬛為敵。故事之初選秀時大病未能參加，苦等三年，三年期滿卻已不再舉辦選秀，後係因其父扳倒年羹堯之功與皇后助言，才得以入宮。 原應居於儲秀宮，但因認為和甄嬛交好有好處而搬去碎玉軒（第41集）。 長年佩戴皇后所賞的紅瑪瑙（實為紅麝香珠）串，因而無孕，但該物過於名貴、常人難辨，且為皇后所賜，無人敢告知實情。 晉升嬪位後為儲秀宮主位，常藉故欺壓同居於儲秀宮的欣貴人，爭奪其寵幸（第46集）。因嫉妒甄嬛責打佩兒出氣時在甄嬛與欣貴人聯手設計下被雍正撞見，遭降為貴人並遷至交蘆館禁足閉門思過（第58集）。 與安陵容同為皇后黨羽，但因自己個性更淺薄張揚，方便駕馭，較得皇后看中。兩人面和心不和，甚至因嫉妒安嬪得寵而下藥害安嬪倒嗓（第61集）。 誣告甄嬛與溫實初有染不成後被打入冷宮（第63集），後又因此事被問罪母家而牽扯出父親鄂敏多項罪狀，導致瓜爾佳氏被下旨族誅而不顧一切逃出冷宮，先往景仁宮欲求助皇后不成後又趕至養心殿向雍正為母家求情，雍正念其侍奉多年只貶為庶人，但在養心殿外喧鬧並大罵甄嬛，被蘇培盛私下令侍衛痛打致死，拉至亂葬崗掩埋（第66集）。 - 封號為「祺」，瓜爾佳·文鴛入宮是因為瓜爾佳一族平定年羹堯有功，以「祺」字表示文鴛之吉祥。                                  | 虛構人物，歷史上雍正皇帝並沒有祺嬪或瓜爾佳姓妃嬪的記錄，且在已有齊妃的情況下應會避免使用同音的封號；歷史上咸豐皇帝有一位祺嬪佟佳氏。      | 被殺       |
| 譚松韻 ／毛毛頭（中）              | 淳常在         | 居住宮殿：碎玉軒東配殿→延禧宮樂道堂→碎玉軒西配殿 主要身份：淳常在→淳貴人（追封） 滿軍旗出身，與甄嬛同屆選秀入宮，性子天真可愛，與甄嬛交好。 前期因年紀過小不能侍寢，後來一度得寵，原定在端午過後晉為貴人，卻因無意間發現華妃收取賄賂，而被周寧海推入荷花池滅口。死後被追封為淳貴人（第27集）。 | 虛構人物，歷史上雍正皇帝並沒有淳貴人的記錄，但是歷史上嘉慶皇帝有一位淳貴人董佳氏。 戲劇中淳常在為滿軍旗出身，姓氏應與原作中不同。         | 被殺       |
| 熱依扎 ／紀元（中） 黄凤儿（粵）   | 葉瀾依         | 居住宮殿：圓明園→春禧殿 主要身份：百駿園馴馬女→葉答應→寧貴人→寧嬪 馴獸女出身，後為圓明園中百駿園馴馬女。 被雍正看中入宮，封為答應（第51集）。因獨來獨往、孤傲冷淡，而不被太后與後宮眾人喜歡。雍正得知其被齊妃所害導致沒有生育能力，晉位貴人，賜號「寧」（小說封號為「灩」）（第52集）。 在圓明園時曾因重病之際得允禮請來太醫醫治而對其鍾情一生，被選為嬪妃入宮時只覺絕望心死，不想生下雍正的孩子而暗自服用避孕藥。中秋家宴時誤以為甄嬛背叛允禮感情，遂利用自養的貓吸引貓群襲擊甄嬛而驚動其胎氣，卻無意間令甄嬛得以合理地「早產」誕下實已足月的龍鳳胎（第60集）。 後又將甄嬛引至僻靜處欲以匕首暗殺，但看到甄嬛戴的珊瑚手釧得知允禮與甄嬛仍真心相愛而罷手（第61集），並因愛屋及烏轉而暗助甄嬛。 滴血驗親事件中，將自己宮裡的腰牌借給小允子與玉嬈趕去甘露寺請莫言來為甄嬛作證解圍（第63集）。 大封六宮時晉封為寧嬪（第67集）。 允禮被害後與甄嬛聯手復仇，以安陵容留下的迷情香配合硃砂緩慢毒害雍正（第75集）。雍正崩逝後，割腕自盡追隨果郡王而去（第76集）。 | 歷史上寧妃為武氏，武國柱之女，並非馴馬女出身；雍正元年(1722年)冊封為寧嬪，於雍正十二年(1734年)去世後追封為寧妃。                          | 自盡       |
| 萬美汐 ／謝穎茵（粵）              | 欣嬪           | 居住宮殿：长春宫→儲秀宮→慈寧宮 主要身份：雍亲王庶福晉（格格）→欣常在→欣貴人→欣嬪→欣太嬪 川蜀出身，為人直爽正直、有話直說。甄嬛入宮前曾被皇后陷害失足而小產。（第52集太后與皇后對話提及） 育有一女（第12集沈眉莊與甄嬛聊天提及），但因生母位份不高又不大得寵，從小只能養在阿哥所。入宮多年，卻因不擅爭寵而常被欺凌，曾被余答應擅自關押進慎刑司（第6集）。後於甄嬛即將被冊為莞妃同時晉位貴人（第43集）。 前期無投靠任何嬪妃，故在宮中沒有靠山，後被同居於儲秀宮的主位祺嬪長期欺壓，二人不和，常起口角糾紛，且時常被祺嬪爭奪其寵幸。在甄嬛回宮後主動投誠，聯手對抗祺嬪，並讓父親在暗中蒐集安陵容父親的罪證。 祺嬪受罰降為貴人後，如願接掌儲秀宮事務（第58集），大封六宮時晉封為欣嬪（第67集），劇中兩次皆因「侍朕多年」才獲得晉位。 新帝登基後尊為太嬪，為少數存活到故事最後的妃嬪之一。 | 虛構人物，雍正皇帝並沒有欣嬪的記錄。皇長女和敬懷恪公主為齊妃所生。 戲劇中欣貴人稱自己父親為阿瑪，代表其為滿軍旗出身，本名應與原作中不同。 | 平安       |
| 穎 兒 ／乔诗语（中）               | 夏冬春         | 居住宮殿：延禧宮→冷宮 主要身份：夏常在 包衣佐領之女，與甄嬛同時選秀入宮，家世雄厚，為人高傲任性、短視愚蠢。 在選秀時故意刁難安陵容，入宮後又與安陵容處處作對。為討好皇后而得罪華妃，後因被安陵容言語譏諷惹怒欲出手毆打時被華妃撞見，被華妃下令以宮刑「一丈紅」打成殘廢，後被雍正下旨打入冷宮（第3集）。 | | 打入冷宮   |
| 趙 秦                              | 富察貴人       | 居住宮殿：延禧宮怡性軒 主要身份：富察貴人 滿軍正白旗出身（第2集），與甄嬛同屆選秀入宮，入宮初期頗得聖寵。自大傲慢、恃寵而驕但性格懦弱膽小，害怕鬼神之說。 與齊妃交好，看不起出身卑微的安陵容，嫉妒甄嬛得寵並與之為敵，依附皇后。 曾一度懷孕，但在皇后的暗示下，被安陵容以香氣設計被貓撲倒以致小產（第25集）。 後在甄嬛、華妃相繼失寵後，慫恿齊妃責罰並羞辱甄嬛（第33集），甄嬛復寵後被報復，以人彘故事嚇瘋，被雍正下旨囚禁於宮中（第35集）。 | | 囚禁宮中   |
| 李佳璇 ／馬海燕（中） 罗婉枫（粵） | 麗嬪           | 居住宮殿：啟祥宮→冷宮 主要身份：雍亲王庶福晉（格格）→麗嬪 依附華妃，與甄嬛敵對，對容貌頗為自負。 色厲內荏，害怕鬼神之說，在甄嬛、眉莊和陵容聯手設計下，被小允子扮鬼嚇瘋，遭太后下旨移入冷宮（第11集）。 沈眉莊帶甄嬛來到冷宮時，曾見她對鏡試圖以麵粉妝飾自己（第33集）。 | 虛構人物，歷史上雍正皇帝並沒有麗嬪的記錄，但是歷史上咸豐皇帝有一位麗嬪他他拉氏。                                                          | 打入冷宮   |
| 毛曉彤 ／黃鳳兒（粵）              | 采蘋           | 居住宮殿：清涼台→果郡王府→長春宮 主要身份：清涼台侍婢→果郡王府侍婢→瑛答應→瑛常在→瑛貴人 原為果郡王府的侍婢，後被玉隱（浣碧）送入宮中，安插於雍正身邊以作為預防皇帝對果郡王有廢殺之意時的防線；同時轉移皇帝對玉嬈的注意。侍寢後晉為常在（第66集），於大封六宮時晉封貴人（第67集）。擅長彈古箏。 受三阿哥單方面愛慕，寫情書追求，被欲藉此打壓皇后的敬貴妃揭發後，雍正為保皇室顏面，賜白綾自盡，含冤而死（第70集）。 | | 賜死       |
| 崔漫莉 ／張凱（中） 王慧珠（粵）   | 余鶯兒         | 居住宮殿：鍾粹宮→冷宮 主要身份：倚梅園宮女→余官女子→余答應→妙音娘子→余答應→余官女子 本為倚梅園蒔花宮女，因冒替倚梅園中的甄嬛而得盛寵一時，依附華妃，擅長唱崑曲，目中無人，恃寵而驕，由官女子晉位答應（第5集）。因私自將欣常在關進慎刑司而被太后下令褫奪妙音娘子封號並閉門思過半月（第6集），隨後又因對甄嬛不敬被雍正撞見再次被降為官女子（第7集）。 受華妃指使，命花穗在甄嬛的湯藥下毒。事發後被雍正廢黜賜死，卻在冷宮中哭鬧不願就死，此時安陵容為向甄嬛與眉莊展現情誼，來到冷宮提點蘇培盛指示小廈子以弓弦絞殺，最終被絞斷一半脖子慘死，拉去亂葬崗掩埋（第10集）。 | | 賜死       |
| 劉釔彤 ／原音（中）                | 喬頌芝         | 居住宮殿：翊坤宮 主要身份：華妃宮女→芝答應→年答應宮女 原為華妃陪嫁侍女，對華妃言聽計從。 後被華妃獻予雍正替年氏一族說情（第38集），華妃被降位後，當回宮女繼續貼身服侍（第40集）。 | 虛構人物，歷史上雍正帝並沒有芝答應或喬姓妃嬪的記錄。                                                                                      | 不明       |
| 何亞男                             | 康常在         | 居住宮殿：不詳 主要身份：康常在 第56集登場，故事中並未提及角色姓名。甄嬛離宮期間冊封之嬪妃，與貞嬪交好。愛惹是非，不甚得寵。在安陵容失寵時和貞嬪至延禧宮胡鬧（第61集）。 於滴血驗親一事上與貞嬪瞎起鬨而被罰俸六個月（第63集）。 於大封六宮時未得晉封，在安陵容小產之後來向皇帝請安時被藉故遷怒訓斥（第68集）。 | | 平安       |
| 郭 萱 ／唐小喜（中）               | 貞嬪           | 居住宮殿：不詳 主要身份：貞嬪 第56集登場，故事中並未提及角色姓名。甄嬛離宮期間冊封之嬪妃，與康常在交好。愛惹是非，不甚得寵。在安陵容失寵時和康常在至延禧宮胡鬧（第61集）。 於滴血驗親一事上與康常在瞎起鬨而被罰俸六個月（第63集）。 於大封六宮時未得晉封。 | 虛構人物，歷史上雍正皇帝並沒有貞嬪的記錄，但是歷史上咸豐皇帝的繼妻慈安太后在初入宮時的封號就是貞嬪。                                      | 平安       |
| 李宜娟 （無台詞）                  | 芳貴人         | 居住宮殿：碎玉軒→冷宫 主要身份：芳貴人 早期得寵妃嬪，在甄嬛入宮前就已小產，因過於傷心而失意於雍正，並因口出怨言，指華妃殺害其腹中子，而被打入冷宮，然話中之真假不明。 甄嬛和眉莊在冷宮中見到她吃虱子（第33集）。 | | 打入冷宮   |
|                                    | 孫答應         | 居住宮殿：不詳 主要身份：孫答應 僅台詞上出現，未正式登場。 於雍正重病之時與侍衛私通被敬妃與欣嬪撞現，被雍正下令五馬分屍（第75集），但事後並未交代甄嬛實際如何處置。 | | 不明       |
|                                    | 雍親王側福晉   | 居住宮殿：雍親王府 主要身份：雍親王側福晉 僅台詞上出現，未正式登場。比純元皇后晚一日入王府。嫉妒純元皇后得寵，屢屢出言不遜，被不知其懷有身孕的純元皇后以大不敬為由罰跪而致流產，令純元皇后深深自責。後純元皇后難產而死，太醫說是懷孕期間受驚所致，雍正震怒而下令該名側福晉殉葬，累世不得追封。 | | 殉葬       |
|                                    | 裕嬪           | 居住宮殿：不詳 主要身份：雍親王庶福晉（格格）→裕嬪 僅台詞上出現，未正式登場。 五阿哥生母，隨子居於宮外。 | |            |
|                                    | 李金桂         | 居住宮殿：熱河行宮 主要身份：熱河行宮粗使宮女 僅台詞上出現，未正式登場。 熱河行宮一名容貌鄙陋的粗使宮女，四阿哥生母，生產時難產而死。 | 傳說的乾隆帝生母李金桂的原型或為李貴人。                                                                                                  | 難產而死   |
|                                    | 博爾濟吉特貴人 | 居住宮殿：鍾粹宮 主要身份：博爾濟吉特貴人 蒙軍鑲紅旗出身（第2集）。僅台詞上出現，未正式登場。 | |            |

## 次要角色

### 大清皇族
| 演員 ／配音                         | 角色                   | 介紹 | 備註／史實 | 電視劇結局   |      |
| 陳建斌                              | 愛新覺羅·胤禛          | 參見主要角色 | 參見主要角色 | 參見主要角色 |      |
| 李東學                              | 愛新覺羅·允禮          | 參見主要角色 | 參見主要角色 | 參見主要角色 |      |
| 劉 岩                               | 舒太妃                 | 居住宮殿：安棲觀 主要身份：舒妃→舒太妃→冲静元师 果郡王生母。 與世無爭、端莊善良，於先帝駕崩後即居住在山中道觀修行。 雍正尊為沖靜元師（第36集）。 | 歷史上果親王母親為純裕勤妃陳氏，且並未出宮修行。歷史上乾隆皇帝有一位舒妃葉赫那拉氏。 | 平安         |      |
| 楊 淇 ／楊晨（中）                  | 孟靜嫻                 | 居住宮殿：果郡王府 主要身份：果郡王側福晉 沛國公之女、元澈之生母。長年愛慕允禮，身體病弱。 因聽聞果郡王將娶玉隱為側福晉，傷懷之下一病不起，在其父親向皇上懇求下獲賜婚，與玉隱於同日嫁入果郡王府為側福晉。初時因身體病弱無甚存在感，但逐漸康復後因學識教養較好而相對受到器重，後更設計灌醉允禮而成功懷孕。 因在家宴上誤食剪秋摻在六阿哥羹湯內的鶴頂紅，產下一子元澈後毒發身亡（第71集）。 | 歷史上果親王側福晉孟氏為達色之女，並為果親王誕下一子一女，但都不幸早夭。 | 被殺         |      |
| 田西平                              | 允 䄉 （敦親王）       | 居住宮殿：敦親王府 主要身份：敦親王 康熙第十子，粗魯威武、直爽沒頭腦。 後因謀奪皇位失敗被抄家，圈禁府中（第39集）。 | | 削爵囚禁     |      |
| 田朴珺                              | 敦親王福晉博爾濟吉特氏 | 居住宮殿：敦親王府 主要身份：敦親王嫡福晉 為人忠厚老實、端莊善良、賢慧達理。 曾在甄嬛失勢時來探望（第33集），後甄嬛在敦親王毆打言官事件中，勸雍正分別加封其兒女為貝子和公主，並令公主入宮由太后撫養，以為報答。 敦親王遭抄家圈禁前夕，因雍正假以替太后侍疾為由，帶貝子入宮而免於遭難（第39集）。事後與兒女均被貶為庶人，但得以繼續留居敦親王舊邸。（第40集） | 歷史上敦親王嫡福晉博爾濟吉特氏早於康熙五十六年（1717年）病逝，且未曾誕育女兒，敦親王三女均為庶出。 | 平安         |      |
| 王 民                               | 允 祺 （恒親王）       | 居住宮殿：恒親王府 主要身份：恒親王 康熙第五子，宜太妃之子，對甄嬛頗有成見。 | 劇中雍正皇帝下旨廢去弘時宗籍，撤去黃帶子，玉碟中除名，並交由恒親王約束管教。但是歷史上，弘時是被送往皇十二子允祹府邸約束管教。 劇中恒親王出席了雍正皇帝喪儀並因繼位問題與慎郡王爭執，但歷史上恒親王早於雍正10年（1732年）病逝。                                                            | 平安         |      |
|                                     | 宜太妃                 | 居住宮殿：不詳 主要身份：宜太妃 先帝之寵妃，恆親王允祺、奕郡王允禟生母。 僅台詞上出現，未正式登場。 烏雅成璧之死敵。 敦親王允䄉被抄家前夕曾打算與其子允禟拱允禩登上帝位，並封其為皇太后（第39集）。 | |              |      |
|                                     | 允 禩 （廉親王）       | 居住宮殿：宗人府 主要身份：廉親王→無 康熙第八子，弘時之養父。 僅台詞上出現，未正式登場。 雍正帝之政敵。 敦親王允䄉被抄家前夕曾打算與允禟拱其登上帝位，並封允禟生母宜太妃為皇太后，後造反失敗被削爵囚禁（第39集）。 | | 削爵囚禁     |      |
|                                     | 允 禟 （奕郡王）       | 居住宮殿：宗人府 主要身份：奕郡王→無 康熙第九子，宜太妃之子，恆親王允祺之親弟。 僅台詞上出現，未正式登場。 雍正帝之政敵。 敦親王允䄉被抄家前夕曾打算與其拱允禩登上帝位，並封其生母宜太妃為皇太后，後造反失敗被削爵囚禁（第39集）。 | | 削爵囚禁     |      |
|                                     | 允 祥 （怡親王）       | 居住宮殿：不詳 主要身份：怡親王 康熙第十三子，雍正帝要好之兄弟。 僅台詞上出現，未正式登場。 | | 病逝         |      |
|                                     | 允 禵 （恂郡王）       | 居住宮殿：宗人府 主要身份：恂郡王 康熙第十四子，烏雅成璧之子，雍正帝之親弟。 僅台詞上出現，未正式登場。 被雍正削爵囚禁，為此太后與皇帝起爭執病逝（第67集）。 | | 削爵囚禁     |      |
| 康福震                              | 允 禧 （慎郡王）       | 居住宮殿：慎貝勒府→慎郡王府 主要身份：慎貝勒→慎郡王 康熙第二十一子，熙太嬪之子。成婚後母親晉位為太妃。性格溫厚爽直，於滴血認親一事中曾仗義執言維護甄嬛。 進宮向太后請安時邂逅奉旨進宮陪伴甄嬛的玉嬈並逐漸與其相愛，誓言若無法娶得玉嬈則終身不娶，終得雍正賜婚（第66集）。 和親事件後以「忠君愛國」之名封為慎郡王（第73集）。 在果親王與玉隱相繼過世後，扶養果親王獨子元澈（第74集）。後因膝下僅得一女而無子，向乾隆奏請將元澈正式過繼至其膝下（第76集）。 | 歷史上允禧於乾隆帝登基後方封為郡王。 在劇中允禧與玉嬈提起自己母親為熙太嬪，但歷史上陳氏在康熙年間並無封號，雍正年間賜封號為「倩嬪」，到乾隆年間才封為「熙太嬪」，更未曾晉位太妃。 | 平安         |      |
| 徐 璐 童年：孫 艷 ／毛毛頭（中）    | 甄玉嬈 （钮祜禄·玉嬈） | 居住宮殿：甄府→寧古塔→永壽宮永寶堂→慎貝勒府→慎郡王府 主要身份：甄家二小姐→慎郡王嫡福晉 性格剛烈勇敢，坦率不做作，聰明機智不讓其長姐甄嬛。 甄家變故之時，隨父親甄遠道流放寧古塔。於甄嬛回宮後獲准進宮陪伴，因長相與純元皇后相似，使雍正有意納為嬪妃，乃利用其好感，洗刷甄家冤屈。 在宮中邂逅允禧並逐漸與其相愛，在向雍正直言表明其心意後終得皇帝賜婚，按多羅格格儀制嫁給允禧為嫡福晉（第66集）。 果親王夫婦死後，扶養其子元澈。曾因帶元澈進宮與弘曕玩耍，被皇帝看到兩人長相相像導致其對弘曕身世起疑（第75集）。 | 歷史上慎郡王嫡福晋為祖氏，並非熹妃之妹，歷史上亦無熹妃妹妹嫁給慎郡王的記錄。 | 平安         |      |
| 鄔立鵬 ／张振熙（港）               | 弘 時                  | 居住宮殿：阿哥所→宮外王府 主要身份：三阿哥 齊妃之子。懦弱無能、不具才幹。 齊妃自盡後，正式交予皇后扶養(第52集)。曾被甄嬛評為做個守城之主都很勉強（第68集）。 愛慕瑛貴人。因寫情書追求一事而導致瑛貴人被賜死。 誤信四弟弘曆唆使，在先帝生辰祭禮上替罪臣（八皇叔、十四皇叔）及皇后求情而徹底激怒雍正，慘遭除去宗籍、革去黃帶子並玉牒中除名、斷絕父子關係，過繼給允禩並交由恒親王養贍（第71集）。 | 歷史上，弘時因被其父認為品行有問題而在雍正四年二月十八日被送往皇十二子允祹府邸約束管教，並且因為年少放縱，行事不謹慎而在於雍正五年(1727年)被削除宗籍，不久去世。一說被雍正皇帝賜死或說除籍之後鬱鬱而終。                                                                                   | 病逝         |      |
| 王文杰 ／鄧永健（粵）               | 弘 曆                  | 居住宮殿：圓明園→阿哥所→寶親王府→養心殿 主要身份：四阿哥→寶親王→乾隆帝 雍正帝之庶子，為圓明園中相貌鄙陋之宮女李金桂所生，出身卑微，幼時遭雍正所厭惡，故在圓明園長大，兒時受到時為莞嬪的甄嬛關懷，因而自小對甄嬛產生感恩之心。甄嬛離宮期間曾因傷心擔憂至碎玉軒門外觀望。 開蒙最晚但天資最高，勤奮好學，因而曾一度遭到皇后暗中毒害未果（第54集）。 後因太后向雍正進言，使甄嬛得假其生母名義回宮，在宮中也有所倚靠（第56集）。對甄嬛頗有孝心，曾為甄嬛出策對付祺嬪同時穩固其在宮中的地位（第57集），及在甄嬛小產後帶著燉燕窩去探望甄嬛（第71集）。 城府甚深，在甄嬛的提點下輕易扳倒三阿哥弘時，并顺利被封为宝亲王，在雍正驾崩之后即位为帝。           | 乾隆皇帝弘曆為熹妃鈕祜祿氏親生兒子，也是熹妃唯一的孩子。結局中敬妃提起剛剛登基的乾隆皇帝僅「一個皇后，兩個妃子」，但歷史上，在乾隆皇帝仍為寶親王時，府邸除了嫡福晉富察氏、側福晉那拉氏及高氏外，亦有姬妾金氏、格格珂里葉特氏（又稱海氏）、蘇氏、黃氏、侍妾富察氏和陳氏等侍奉於寶親王潛邸。 | 平安         |      |
|                                     | 五阿哥                 | 居住宮殿：不詳 主要身份：五阿哥 僅台詞上出現，未正式登場，劇中提到因體弱多病，所以由生母陪伴養在宮外。又因生性淘氣，雍正直言從未動國本之念。 | | 平安         |      |
| 袁 藝                               | 富察氏                 | 居住宮殿：富察府→寶親王府→長春宮 主要身份：寶親王嫡福晉→皇后 察哈爾總管之女，弘曆嫡福晉。 弘曆登基後被封為皇后（第76集）。 | | 平安         |      |
| 張 妍 ／唐小喜（中） ／羅婉楓（粵） | 烏拉那拉·青樱          | 居住宮殿：烏拉那拉府→寶親王府→延禧宮 主要身份：寶親王側福晉→嫻妃 皇后表侄女，為人高傲任性。皇后曾有意將其許給三阿哥做福晉，但因對朧月公主態度傲慢不得歡心，終不了了之。 拒絕皇后退一步安排成為三阿哥侍妾，又出言讽刺皇后曾为侧福晋一事，皇后因此向雍正帝请求賜給四阿哥為側福晉（第69集）。 弘曆登基後被封為嫻妃。向甄嬛請安時表明自己應公私分明，拒絕前往景仁宮為剛過世的皇后致禮（第76集）。 | 於民國時期修訂的《清史稿》謬誤頗多，其中繼皇后被編為烏拉那拉氏，但其姓氏實為輝發那拉氏，與烏拉那拉氏無血緣關係。 後傳電視劇《如懿傳》中為女主角，由周迅飾演。因為求自保，自願與姑母宜修切割，主動臣服於太后之下，遂賜青櫻新名「如懿」。                                                    |              | 平安 |
|                                     | 高氏                   | 居住宮殿：不詳→咸福宮 主要身份：使女→寶親王側福晉 僅台詞上出現，人物未正式登場（第69集）。 | 在續作中才正式登場。 | 平安         |      |
| 段少男                              | 弘曕                   | 居住宮殿：永壽宮→凝暉堂 主要身份：六阿哥→果郡親之子 與靈犀公主為龍鳳胎，甄嬛與果郡王之子。 後為免遭新帝乾隆猜忌有爭位疑慮，在甄嬛安排下過繼至果親王府承嗣(第76集)。 | 歷史上弘曕為雍正帝第六子，生母為谦妃刘氏，出生於雍正十一年，乾隆年間過繼給果親王。 | 平安         |      |
|                                     | 朝瑰公主               | 居住宮殿：不詳 主要身份：和碩公主→固倫公主 康熙之女，雍正之妹，後遠嫁準葛爾和親。 僅台詞上出現，未正式登場（第34集）。 | 虛構人物。雍正朝並無安排公主遠嫁蒙古。 | 平安         |      |
| 紀姿含 姚婉兒                       | 溫宜公主               | 居住宮殿：景陽宮→延慶殿 主要身份：溫宜公主 華妃失勢期間，曾被作為籌碼利用，用以對付甄嬛。 襄嬪死後，交由端妃扶養（第42集）。 | 虛構人物。 | 平安         |      |
| 宗 靈 劉心玉 楊心儀                 | 朧月公主               | 居住宮殿：咸福宮 主要身份：朧月公主 雍正與甄嬛之女，小字綰綰，雍正最疼愛的公主。甄嬛離宮前託由敬妃撫養 (第46集)。 因雍正旨意不許提起離宮修行的甄嬛，從小只與養母敬妃相親，因甄嬛回宮後未見過甄嬛而疏遠 (第56集)。後甄嬛為扳倒皇后，對敬妃動之以情、曉之以禮，將朧月託付於敬妃扶養直至出嫁，慢慢與甄嬛親近（第61集）。 年紀雖小卻聰慧機敏。在甄嬛設局將小產之事嫁禍給皇后的過程中，自主為甄嬛作偽證而成為其順利扳倒皇后的關鍵（第71集）。於摩格可汗欲以九連玉環難倒雍正君臣時，在甄嬛指示下砸碎玉環化解僵局，反使摩格顏面掃地（第72集）。在甄嬛因果郡王私自出兵攔截和親隊伍一事被雍正冷落乃至動殺心之時出言勸解，使雍正深受觸動而原諒甄嬛（第73集）。 | 虛構人物，歷史上熹貴妃並無生育女兒。 在續作中，名為恆娖，封固伦端淑长公主。 | 平安         |      |
| 丁小美                              | 靈犀公主               | 居住宮殿：永壽宮 主要身份：靈犀公主 與六阿哥（弘曕）為龍鳳胎，甄嬛與果郡王之女。 | 虛構人物，歷史上熹貴妃並無生育女兒。 在續作中，名為恆媞，封固伦柔淑长公主。 | 平安         |      |
| 張芝香                              | 靜和公主               | 居住宮殿：永壽宮 主要身份：靜和公主 眉與溫實初之女，眉莊臨終前託孤於甄嬛（原著小說中為皇四子）。 | 虛構人物。 | 平安         |      |
| 段少男                              | 元澈                   | 居住宮殿：果郡王府→慎郡王府 主要身份：果郡王之子 孟靜嫻與果郡王之子，相貌與弘曕相像。 孟氏因誤食毒害弘曕之參鶴頂紅之羹湯後拚力生產出世（第71集），在孟氏毒發身亡後由玉隱扶養。於玉隱撞棺殉夫後由慎郡王夫婦收養。 最後因慎郡王無嗣而承嗣慎郡王一脈（第76集）。 | 歷史上果親王與側福晉孟氏的兒子在出生後不久未及起名即夭折。 歷史上慎郡王因為兒子皆早夭，所以乾隆皇帝以他與蘇氏之子永瑢過繼給慎郡王為孫。 | 平安         |      |

### 宮女
| 演員 ／配音                        | 角色     | 介紹 | 電視劇結局 |
| 何夢婷 ／乔诗语（中） 陳安瑩（粵） | 花 穗    | 居住宮殿：鍾粹宮→碎玉軒 余答應之宮女，余氏被貶為官女子後，被分配到碎玉軒服侍甄嬛，受余氏指示毒害甄嬛，後被雍正下令杖斃（第10集）。                                                                                          | 處死       |
| 程 楠 ／黃鳳兒（粵）               | 斐 雯    | 居住宮殿：永壽宮 永壽宮宮女，甄嬛產後因皇帝責罰而生恨，被收買誣陷甄嬛與溫實初有染，後被甄嬛下令杖斃（第63集）。 | 處死       |
| 李 群                              | 玢 兒    | 居住宮殿：甄府→瓜爾佳府→果郡王府常青閣 原甄府婢女。甄家敗落後被賣到瓜爾佳府為家丁陳四妻子，長期遭到打罵。 在祺貴人誣陷甄嬛與溫實初有染時被迫出面作證。後受良心譴責說出真相，得以保全己身。 後成為玉隱陪嫁侍婢。             | 平安       |
| 梁藝馨 ／唐小喜（中）              | 寶 鵑    | 居住宮殿：延禧宮→繁英閣（圓明園居處）→閒月閣（圓明園居處） 安陵容貼身宮女，愛挑撥離間。安陵容被揭發後，被皇帝下令杖殺（第68集）。                                                                                           | 處死       |
| 胡鑫慧 ／唐小喜（中）              | 寶 鵲    | 居住宮殿：延禧宮→繁英閣（圓明園居處）→閒月閣（圓明園居處） 安陵容之宮女，被指使告知眉莊甄嬛和溫實初被控有染一事，使其受驚而難產，被皇帝下令亂棍打死（第64集）。                                                               | 處死       |
| 李夢洋                             | 菊 青    | 居住宮殿：碎玉軒→延禧宮→繁英閣（圓明園居處）→閒月閣（圓明園居處） 原碎玉軒宮女，後派給安陵容為宮女，但後來因安陵容疑心其為甄嬛眼線而遭到冷遇。甄嬛出宮修行期間被安陵容毒杀。                                                | 被杀       |
| 劉 蔭                              | 吉 祥    | 居住宮殿：延慶殿 端妃貼身宮女，盡心護主，曾被周寧海踢了一脚。 安陵容小產後，在皇貴妃指示下暗中收集安陵容炮製迷情香的證據，並向皇后與雍正告發。（第68集）                                                                    | 平安       |
| 田淑梅 ／劉雪婷（中） 詹健兒（粵） | 孫竹息   | 居住宮殿：壽康宮 太后貼身宮女，忠誠善良。 保管著太后不得廢后的遺詔，在雍正意欲廢后時出面阻止（第71集）。 |            |
| 不詳                               | 春 貌    | 居住宮殿：壽康宮 太后之宮女。 | 平安       |
| 楊 靜 ／鄧潔麗（粵）               | 芳 若    | 居住宮殿：養心殿→壽康宮 御前掌事宮女，端莊善良，多年前便曾在雍親王府服侍純元皇后。 甄嬛與安陵容的教引姑姑，多次幫助甄嬛。 甄嬛出宮修行後，被指派至壽康宮服侍太后。在太后授意下數度前往甘露寺探望甄嬛。                      | 平安       |
| 楊凱淳 ／喬詩語（中） 陳安瑩（粵） | 剪 秋    | 居住宮殿：景仁宮→桃花塢（圓明園居處） 跟隨皇后多年的貼身宮女，對皇后忠心耿耿，助紂為虐。 皇后被禁足後，自作主張在甄嬛及六阿哥（弘曕）的羹湯下鶴頂紅，不慎被孟靜嫻誤食而亡，事發後被打入慎刑司嚴刑拷打，堅不吐實（第71集）。 | 處死       |
| 孫 菲                              | 福 子    | 居住宮殿：景仁宮→翊坤宮 皇后賜給華妃之宮女，被華妃的親信太監周寧海殺害後棄屍在水井中（第2集）。 | 被殺       |
| 翟蓓蓓 ／唐小喜（中）              | 佩 兒    | 居住宮殿：碎玉軒→碧桐書院（圓明園居處）→儲秀宮 原碎玉軒宮女，忠心耿耿。 甄嬛出宮修行前指派給欣貴人做宮女，長期被主位祺嬪打罵。在甄嬛回宮後告知甄嬛儲秀宮的局勢及欣貴人的處境，促使甄嬛聯手欣貴人對抗祺嬪。                  | 平安       |
| 李莺雅 ／唐小喜（中）              | 繪 春    | 居住宮殿：景仁宮→桃花塢（圓明園居處） 皇后宮女。 在誣諂甄嬛與溫實初有染一事中出面承認是自己不小心下了白礬於滴血認親的清水中，被打發進慎刑司服役（第63集）。                                                                 | 服刑       |
| 韓雨婷                             | 翠 果    | 居住宮殿：長春宮 齊妃貼身宮女，心地善良，於長街上受齊妃之命掌摑甄嬛並看顧甄嬛罰跪（第33集），但因心軟提前讓甄嬛起身。 將皇后設計逼死齊妃之事向太后通風報信，後被推入荷花池滅口（第52集），劇中並未明言兇手為何人。          | 被殺       |
| 不詳                               | 劉嬤嬤   | 居住宮殿：養心殿 教導新進嬪妃侍寢規矩的資深宮女。 | 平安       |
| 不詳                               | 品 兒    | 居住宮殿：碎玉軒→咸福宮 碎玉軒宮女。甄嬛出宮後被派去伺候敬妃（第46集）。 | 平安       |
| 羅麗娜                             | 雨 兒    | 居住宮殿：碎玉軒東配殿→延禧宮樂道堂→碎玉軒西配殿 淳常在貼身宮女。在淳常在死後為其燒紙錢，並將其冤死真相告知甄嬛。 | 平安       |
| 許 歡                              | 靈 芝    | 居住宮殿：翊坤宮 華妃宮女。 | 平安       |
| 周子涵                             | 采 月    | 居住宮殿：咸福宮常熙堂→咸福宮存菊堂→閒月閣（圓明園居處）→碎玉軒 沈眉莊陪嫁丫鬟。 | 平安       |
| 張一曼                             | 采 星    | 居住宮殿：咸福宮常熙堂→咸福宮存菊堂→閒月閣（圓明園居處）→碎玉軒 沈眉莊陪嫁丫鬟。 | 平安       |
| 馬千芳                             | 茯 苓    | 居住宮殿：閒月閣（圓明園居處） 行宮裡的小宮女，後撥去伺候沈眉莊。 受華妃指使陷害沈眉莊假孕一事，後被雍正下令杖斃。（第15集）                                                                                                | 處死       |
| 方 雲                              | 采 藍    | 居住宮殿：清涼台 清涼台婢女。 | 平安       |
| 汪 晴 ／唐小喜（中）               | 如 意    | 居住宮殿：咸福宮 敬妃侍女。 | 平安       |
| 王 霜                              | 含 珠    | 居住宮殿：咸福宮 敬妃侍女。 | 平安       |
| 李周洋                             | 音 袖    | 居住宮殿：景陽宮 曹琴默貼身宮女。 受太后指示在曹琴默的安神藥裡下藥將其毒殺。（第41集） | 平安       |
| 尹 舒 ／唐小喜（中）               | 桑 兒    | 居住宮殿：延禧宮怡性軒 富察貴人貼身宮女。 |            |
| 吳怡林                             | 阿 綠    | 居住宮殿：春禧殿 葉瀾依貼身宮女。 在祺貴人誣陷甄嬛和溫實初有染的事件中，受命通報玉嬈此事，協助玉嬈和小允子出宮至甘露寺請來莫言以佐證甄嬛的清白。（第63集）                                                                  | 平安       |
| 不詳                               | 張嬤嬤   | 居住宮殿：毓慶宮 在圓明園服侍四阿哥的保姆，隨四阿哥一同回宮繼續伺候。 替熬夜唸書的四阿哥準備綠豆湯卻被暗中下毒，又因四阿哥不想喝而自行飲下，中毒枉死。（第54集）                                                            | 被殺       |
| 梅傲冬                             | 積 雲    | 居住宮殿：安棲觀 舒太妃婢女。隨著舒太妃修行。 | 平安       |
| 不詳                               | 景 泰    | 居住宮殿：儲秀宮猗蘭館→碎玉軒東配殿→儲秀宮猗蘭館→交蘆館 祺嬪貼身宮女。 | 平安       |
| 不詳                               | 精奇嬤嬤 | 居住宮殿：慎刑司 在慎刑司負責對犯人刑求逼供的宮女，華妃曾言其手段勝過刑部郎倌、死人嘴裡都能挖出東西。 | 平安       |

### 太醫、侍衛、太監
| 演員 ／配音           | 角色 ／原著角色 | 居住宮殿                                    | 介紹 | 電視劇結局 |
| 羅 康                 | 小允子          | 碎玉軒 碧桐書院（圓明園居處） 永壽宮 壽康宮 | 居住宮殿：碎玉軒→碧桐書院（圓明園居處）→永壽宮→壽康宮 宮內派給甄嬛的太監，行事機靈謹慎，因在四執庫當差的親兄生病，甄嬛不捨便允諾他暫時離開去照顧兄長，自此對甄嬛死心蹋地，誓言終身侍奉以報大恩（第4集）。 因身分不便隨甄嬛出宮，由甄嬛安排去伺候眉莊（第46集）。甄嬛回宮後於永壽宮繼續服侍甄嬛（第56集）。 身懷多項技能，曾以剪紙剪出唯妙唯肖的甄嬛小像（第5集）、在御花園一角為甄嬛搭建鞦韆（第6集）、於深夜假扮女鬼將麗嬪活活嚇瘋（第11集）、瞞著寶鵑用銀耳針撬開安陵容宮裡上鎖的香料盒（第67集），乃至擒殺為雍正暗中辦事的夏刈（第76集）。 在為美國播出版本補拍的片段中，於數十年後仍在貼身侍奉年邁的皇太后甄嬛。 | 平安       |
| 杜 相 ／原音（中）    | 黃規全          | 內務府                                      | 內務府總管，華妃遠親。 奸詐狡猾，依附華妃。 因拜高踩低故意在甄嬛失寵期間送開敗的海棠花至碎玉軒，結果因甄嬛一朝復寵而被雍正發現遂遭罷除（第15集）。 |            |
| 邢傑楓                | 姜忠敏          | 內務府                                      | 內務府副總管，黃規全被罷免後繼任總管一職。（第15集） 後因甄嬛封妃時誤取純元皇后舊服給甄嬛，觸怒雍正而被下令杖斃。（第43集） | 處死       |
| 全保軍                | 苟總管          | 內務府                                      | 新內務府總管，心眼壞。 甄嬛被禁足時，對碎玉軒主僕欺壓；後因流朱之死驚動雍正事發被誅。（第44集） | 處死       |
| 张志伟                | 梁多瑞          | 內務府                                      | 後期內務府總管，在甄嬛回宮期間升任。 大封六宮時嚴懲了幫安陵容選封號的太監，並提示內務府眾太監往後辦事必以永壽宮的差事為最優先（第67集）。 |            |
| 秦一铭 ／李家傑（粵） | 衛 臨           | 太醫院                                      | 溫實初之徒，後期太醫院判。個性謹小慎微、善察言觀色。 甄嬛後期得力助手。 安陵容懷孕時隨甄嬛前往探視並發覺安陵容的孩子生不下來的真相，並在安陵容使用迷情香一事被揭發時，指出其提供的舒痕膠是甄嬛初次小產的主因（第68集）。 在甄嬛指示下持續供應硃砂與安陵容留下的迷情香給葉瀾依，放任雍正縱情聲色、日漸衰弱（第75集）。 | 平安       |
| 黃寧生                | 章 彌           | 太醫院                                      | 前期太醫院判。在甄嬛初次懷孕時受皇后指派負責照顧其胎兒，在甄嬛小產後以失職之罪向雍正自請告老還鄉。 | 平安       |
| 杜小濤                | 江 誠           | 太醫院                                      | 前期太醫，華妃黨羽。二人為同父異母兄弟，表面上明爭暗鬥，實則沆瀣一氣。 提供延遲月信的藥方給眉莊並對其謊稱是坐胎藥方，以協助華妃陷害眉莊假孕。 在華妃指示下偷溫實初的藥方治療時疫，令華妃得以將功補過。後被甄嬛所揭穿，但因外界認為是其治療瘟疫，為免爭議，而被血滴子暗殺（第27集）。 | 被殺       |
| 楊曉波                | 江 慎           | 太醫院                                      | 前期太醫，華妃黨羽。二人為同父異母兄弟，表面上明爭暗鬥，實則沆瀣一氣。 提供延遲月信的藥方給眉莊並對其謊稱是坐胎藥方，以協助華妃陷害眉莊假孕。 在華妃指示下偷溫實初的藥方治療時疫，令華妃得以將功補過。後被甄嬛所揭穿，但因外界認為是其治療瘟疫，為免爭議，而被血滴子暗殺（第27集）。 | 被殺       |
| 郭 晨                 | 劉 畚           | 太醫院                                      | 前期太醫，濟州出身。被華妃安插至眉莊身邊以誣陷其假孕，事後被華妃滅口不成而持續逃亡。後被甄嬛聯絡母家派人擒回並在皇上面前坦白一切，終被賜死。（第24集）。 | 賜死       |
| 閆卷德                | 許太醫          | 太醫院                                      | 後期太醫，本名不詳。在安陵容懷孕時受皇后指派負責照顧其胎兒。 | 平安       |
| 劉 洋                 | 江福海          | 景仁宮 桃花塢（圓明園居處）                 | 居住宮殿：景仁宮→桃花塢（圓明園居處） 皇后身旁太監，為人圓滑，做盡壞事。 與剪秋一同被打入慎刑司，因不堪酷刑折磨而供出皇后多項罪行（第71集）。 | 處死       |
| 王瀚邦                | 周寧海          | 翊坤宮 清涼殿（圓明園居處）                 | 居住宮殿：翊坤宮→清涼殿（圓明園居處） 華妃親信太監，腿腳不靈便，心狠手辣。 後被打入慎刑司，供出華妃諸多罪行（第40集）。 | 處死       |
| 王曉明                | 肅 喜           | 翊坤宮                                      | 居住宮殿：翊坤宮 在周寧海遭雍正發落之後，被派來伺候被降位的華妃，後被華妃指使去碎玉軒縱火，事發被捕。（第42集） |            |
| 趙海龍                | 康祿海          | 碎玉軒 啟祥宮                               | 碎玉軒首領太監。 為人勢利，因甄嬛初入宮時得病，久不得寵而投靠麗嬪。甄嬛得寵後又想回到甄嬛身邊而被麗嬪訓斥。 |            |
| 郭子豪 ／羅偉傑（粵） | 小印子          | 碎玉軒 啟祥宮                               | 碎玉軒之太監，康祿海之徒，隨康祿海背叛甄嬛投奔麗嬪。 後被余氏利用與花穗串通毒害甄嬛，事發後被雍正下令杖斃（第10集）。 | 處死       |
|                       | 小荷子          | 碎玉軒 啟祥宮                               | 碎玉軒之太監，康祿海之徒，隨康祿海背叛甄嬛投奔麗嬪。（第5集） |            |
|                       | 小衛子          | 景陽宮                                      | 居住宮殿：景陽宮 曹貴人太監。 |            |
| 劉柏廷                | 阿 晉           | 凝暉堂 清涼台 果郡王府                      | 居住宮殿：凝暉堂→清涼台→果郡王府 果郡王之隨從，善良忠厚。對玉隱（浣碧）有好感。 | 平安       |
| 孫渤洋                | 夏 刈           | 養心殿                                      | 居住宮殿：養心殿 皇帝的爪牙，粘竿處（血滴子）統領，專替雍正刺探前朝后宮秘事。 後因奉雍正命徹查六阿哥身世，被甄嬛派遣小允子將之暗殺（第76集）。 | 被殺       |
| 邢瀚卿                | 季惟生          | 欽天監                                      | 居住宮殿：欽天監 主要身份：欽天監副監正→欽天監監正。 由甄嬛與沈眉莊所安插，藉天象不著痕跡地打壓了安陵容。（第58集） | 平安       |
| 李璐兵                | 小廈子          | 養心殿 勤政殿（圓明園居處）                 | 居住宮殿：養心殿→勤政殿（圓明園居處） 蘇培盛徒弟，皇上御前太監。曾受余鶯兒欺負鄙視，當後者被貶為官女子進而賜死時，親手以弓弦將其絞死。（第10集） | 平安       |
| 李 洋                 | 徐進良          | 敬事房                                      | 居住宮殿：敬事房 主要身份：敬事房太監。 | 平安       |

### 王公大臣
| 演員 ／配音                      | 角色        | 介紹 | 備註／史實 | 電視劇結局 |
| 沈保平 ／白濤（中） 羅偉傑（港） | 甄遠道      | 甄嬛、浣碧、玉嬈之父，正四品大理寺少卿。 為彈劾年羹堯的功臣，官至正二品吏部尚書兼管都察院左督御史。 遭到瓜爾佳·鄂敏等人誣陷，舉家被流放寧古塔，只看在甄嬛顏面不必與披甲人為奴。 甄嬛回宮後獲准召回京城治病，瓜爾佳氏垮台後冤屈終得平反。雍正原欲令其官復原職，但在甄嬛請求下接受四品典儀的閒職，安享晚年（第65集）。 | 歷史上熹妃鈕祜祿氏的父親為四品典儀凌柱。 劇中飾演甄遠道的沈保平在續集如懿傳中飾演蘇培盛。 清制吏部尚書為從一品官階。 | 平安       |
| 張 毅 ／張遙函（中）             | 隆科多      | 前朝武官，為太后青梅竹馬，雍正之皇舅，與太后關係曖昧，最後為了讓皇帝安心被太后親手毒殺（第49集）。 | 隆科多的祖父、父親都對朝廷有功，家庭顯赫，他的父親既是康熙的舅舅也是康熙的岳父。而烏雅氏則是內務府包衣出身，身份卑微。兩個家族之間不可能有來往，隆科多與烏雅氏之間也沒有接觸的機會。                                       | 被殺       |
| 馬維福                           | 瓜爾佳·鄂敏 | 瓜爾佳·文鴛之父，正二品都察院御史。 狡猾訐詐，原與甄遠道為友，共同彈劾年羹堯，成為功臣，但後來因妒忌而陷害之。 看不起漢臣，貪戀權力財富，曾叮嚀女兒進宮必要出人頭地。 後因文鳶陷害甄嬛不成反被追究大不敬罪名並牽扯出多項罪狀，事發後被皇帝抄家落獄，在獄中絕望自裁（第66集）。                                       | | 自盡       |
| 孙 宁 ／柯偉聰（港）             | 年羹堯      | 華妃之兄，西北撫遠大將軍，囂張跋扈、戰功赫赫。後因居功自傲、屢屢僭越，又因曾與意圖叛變失敗被囚的敦親王過從甚密而引起皇帝忌憚，而被藉故接連貶官；然其野心不死而更加激怒皇帝，終被賜死（第40集）。 | 歷史上年羹堯被賜自盡時，敦肅皇貴妃已去世一個月。 | 賜死       |
|                                  | 年斌        | 年羹堯之长子 僅於對白中出現過，人物未正式登場。 | |            |
|                                  | 年富        | 年羹堯之次子 僅於對白中出現過，人物未正式登場。 | 歷史上年富事跡記載不多，只知道他是年羹尧的次子。由于雍正对年羹尧非常之宠信，经常受到雍正的优惠待遇。在1724年的十一月，雍正以平定卓子山叛乱之功，赏加一等男世职于年羹尧，然后由年富承袭。后来年羹尧失宠获罪，年富也被处死。 |            |
|                                  | 年興        | 年羹堯之第三子 僅於對白中出現過，人物未正式登場。 | |            |
| 王 彪                            | 张廷玉      | 前朝老臣，對皇帝忠心耿耿。 一心維護朝野安定，為此經常有迴護皇后的言行，甚至更曾與鄂敏一同彈劾甄遠道。 曾擔心日後若年幼的六阿哥登基將使甄嬛得以干政，因而向皇帝建言仿漢武帝殺鉤弋夫人之故事（第75集）。 | 張廷玉並未有任何啟奏「熹貴妃得以干政」一事或任何其他類似記錄。 | 平安       |
|                                  | 趙之垣      | 僅於對白中出現過，人物未正式登場。 原因得罪年羹堯被撤職，後因賄賂華妃得到機會重新說服年羹堯又得破格錄用轉任他職。 | 歷史上趙之垣是直接賄賂年羹堯而非年氏。 |            |
|                                  | 沈自山      | 沈眉莊之父，正三品濟州協領。 僅於對白中出現過，人物未正式登場。 | | 平安       |
|                                  | 安比槐      | 安陵容之父，正八品松陽縣丞。原為香料商人，靠著夫人林氏賣繡品賺的錢捐納任官。 僅於對白中出現過，人物未正式登場。 女兒陵容以冰嬉復寵後被封為從四品知府。 瓜爾佳氏一族垮台後，任官期間貪汙受賄之事被告發而下獄（第66集），陵容小產後獲得赦免並受賜黃金百兩返鄉養老；但不久陵容所有罪行被揭發，終被問斬（第68集）。      | | 處死       |

### 宮外角色
| 演員 ／配音                     | 角色   | 介紹 | 備註／史實 | 電視劇結局 |
| 李 丹 ／林蘭（中） 黃鳳兒（粵） | 甄 母  | 甄遠道正室夫人，甄嬛、玉嬈之母。 因瓜爾佳·鄂敏誣陷而與甄父一同流放寧古塔。 個性謹小慎微，每每進宮探望甄嬛都不忘告誡她謹言慎行。 | 歷史上熹妃鈕祜祿氏的母親為彭氏。                                                                                 | 平安       |
| 海 燕                           | 靜 岸  | 甘露寺住持，為人軟弱。 | | 平安       |
| 趙千紫 ／陳安瑩（粵）           | 靜 白  | 甘露寺監寺，於甄嬛修行期間百般欺凌，甄嬛回宮前夕被其下令責打二十大板。 後受祺貴人指使誣陷甄嬛與溫實初有染，卻反被揭發先前欺凌甄嬛之事，在安陵容建議下被雍正下令割去舌頭，隨後被甄嬛下令杖斃（第64集）。                                                                                      | | 處死       |
| 王麗涵 ／王慧珠（粵）           | 莫 言  | 甘露寺尼姑，面惡心善。幫助甄嬛，甄嬛回宮前夕，由甄嬛指定為甘露寺新任監寺。 在滴血驗親事件中被玉嬈請至宮中，替甄嬛被指與溫實初有染之事出面作證為其解圍。 | | 平安       |
| 李泓瑞                          | 摩 格  | 准噶尔汗国之新可汗，愛慕甄嬛。性格猥瑣，身中蛇毒時受果郡王、甄嬛相救，卻因為甄嬛指使朧月公主用摔毀的方式解開了為難清廷滿朝文武的玉環，加上當時清廷用計於對準噶爾的戰爭中佔了戰場優勢，原本決定向皇帝提議讓甄嬛和親換取停戰，但最終仍向皇帝換取時疫藥方，也否認果郡王與甄嬛有私情（第73集）。 | 當時的汗王為噶爾丹策零。                                                                                         | 平安       |
| 流瀲紫                          | 劉蓮子 | 選秀的秀女之一（第1集）。為原著小說作者客串。剧中出场部分被删减 | 該刪減片段後來於作者婚禮上播放，其中因其兄掌管蒙古事務而被賜婚許嫁科爾沁親王長子鄭溜為福晉（鄭溜即新郎之姓名）。 |            |
| 王昱丹                          | 孙妙青 | 選秀的秀女之一。苏州织造孙株合之妹，年十六。在太后以貓試探甄嬛時驚叫出聲，以殿前失仪為由被皇帝勒令永不得再选秀（第2集）。 | |            |